# Hanniwka (Nowoukrajinka)
Hanniwka (ukrainisch Ганнівка; russisch Анновка Annowka) ist ein Dorf im Südwesten der ukrainischen Oblast Kirowohrad mit etwa 400 Einwohnern.
Das Dorf wurde Ende des 18. Jahrhunderts zum ersten Mal schriftlich erwähnt und liegt an einem Nebenfluss des Tschornyj Taschlyk, 31 Kilometer südöstlich der Rajonshauptstadt Nowoukrajinka und 43 Kilometer südwestlich der Oblasthauptstadt Kropywnyzkyj.

## Verwaltungsgliederung
Am 12. Juni 2020 wurde das Dorf zum Zentrum der neugegründeten Landgemeinde Hanniwka (Ганнівська сільська громада/Hanniwska silska hromada). Zu dieser zählen die 13 in der untenstehenden Tabelle aufgelisteten Dörfer, bis dahin bildete es zusammen mit den Dörfern Jurjiwka, Hromucha und Schutenke die gleichnamige Landratsgemeinde Hanniwka (Ганнівська сільська рада/Hanniwska silska rada) im Südosten des Rajons Nowoukrajinka.
Folgende Orte sind neben dem Hauptort Hanniwka Teil der Gemeinde:
| Name                     | Name           | Name                            |
| ukrainisch transkribiert | ukrainisch     | russisch                        |
| ------------------------ | -------------- | ------------------------------- |
| Hromucha                 | Громуха        | Громуха (Gromucha)              |
| Hryhoriwka               | Григорівка     | Григоровка (Grigorowka)         |
| Jurjiwka                 | Юр’ївка        | Юрьевка (Jurjewka)              |
| Karakaseliwka            | Караказелівка  | Караказелевка (Karakalselewka)  |
| Kropywnyzke              | Кропивницьке   | Кропивницкое (Kropiwnizkoje)    |
| Kulykowa Balka           | Куликова Балка | Куликова Балка (Kulikowa Balka) |
| Ostriwka                 | Острівка       | Островка (Ostrowka)             |
| Pryjut                   | Приют          | Приют (Prijut)                  |
| Schutenka                | Шутеньке       | Шутенькое (Schutenkoje)         |
| Schyschkyne              | Шишкине        | Шишкино (Schischkino)           |
| Trudoljubiwka            | Трудолюбівка   | Трудолюбовка (Trudoljubowka)    |
| Wilni Luky               | Вільні Луки    | Вольные Луки (Wolnyje Luki)     |
| Wjunky                   | В’юнки         | Вьюнки (Wjunki)                 |